# 12257 Lassine
12257 Lassine è un asteroide della fascia principale. Scoperto nel 1989, presenta un'orbita caratterizzata da un semiasse maggiore pari a 2,5394647 UA e da un'eccentricità di 0,1249288, inclinata di 13,50300° rispetto all'eclittica.